# 海恩费尔德
海恩费尔德是德国莱茵兰-普法尔茨州的一个市镇。总面积6.23平方公里，总人口779人，其中男性395人，女性384人（2011年12月31日），人口密度125人/平方公里。